# Championnat du monde féminin de vitesse par équipes
Le Championnat du monde féminin de vitesse par équipes est le championnat du monde de la vitesse par équipes organisé annuellement par l'UCI dans le cadre des Championnats du monde de cyclisme sur piste. Courue à l'origine en duo, la compétition se déroule par équipe de trois coureuses à partir de 2021.

## Palmarès
| Année | Or                                                               | Argent                                                                                    | Bronze                                                                                  |
| ----- | ---------------------------------------------------------------- | ----------------------------------------------------------------------------------------- | --------------------------------------------------------------------------------------- |
| 2007  | Grande-Bretagne - Victoria Pendleton - Shanaze Reade             | Pays-Bas - Yvonne Hijgenaar - Willy Kanis                                                 | Australie - Kristine Bayley - Anna Meares                                               |
| 2008  | Grande-Bretagne - Victoria Pendleton - Shanaze Reade             | Chine - Gong Jinjie - Zheng Lulu                                                          | Allemagne - Dana Glöss - Miriam Welte                                                   |
| 2009  | Australie - Kaarle McCulloch - Anna Meares                       | Grande-Bretagne - Victoria Pendleton - Shanaze Reade                                      | Lituanie - Gintarė Gaivenytė - Simona Krupeckaitė                                       |
| 2010  | Australie - Kaarle McCulloch - Anna Meares                       | Chine - Gong Jinjie - Junhong Lin                                                         | Lituanie - Gintarė Gaivenytė - Simona Krupeckaitė                                       |
| 2011  | Australie - Kaarle McCulloch - Anna Meares                       | Grande-Bretagne - Victoria Pendleton - Jessica Varnish                                    | Chine - Gong Jinjie - Guo Shuang                                                        |
| 2012  | Allemagne - Miriam Welte - Kristina Vogel                        | Australie - Kaarle McCulloch - Anna Meares                                                | Chine - Gong Jinjie - Guo Shuang                                                        |
| 2013  | Allemagne - Miriam Welte - Kristina Vogel                        | Chine - Gong Jinjie - Guo Shuang                                                          | Grande-Bretagne - Rebecca James - Victoria Williamson                                   |
| 2014  | Allemagne - Miriam Welte - Kristina Vogel                        | Chine - Junhong Lin - Zhong Tianshi                                                       | Grande-Bretagne - Jessica Varnish - Rebecca James                                       |
| 2015  | Chine - Gong Jinjie - Zhong Tianshi                              | Russie - Daria Shmeleva - Anastasiia Voinova                                              | Australie - Kaarle McCulloch - Anna Meares                                              |
| 2016  | Russie - Daria Shmeleva - Anastasiia Voinova                     | Chine - Gong Jinjie - Zhong Tianshi                                                       | Allemagne - Miriam Welte - Kristina Vogel                                               |
| 2017  | Russie - Daria Shmeleva - Anastasiia Voinova                     | Australie - Kaarle McCulloch - Stephanie Morton                                           | Allemagne - Miriam Welte - Kristina Vogel                                               |
| 2018  | Allemagne - Miriam Welte - Kristina Vogel - Pauline Grabosch     | Pays-Bas - Kyra Lamberink - Shanne Braspennincx - Laurine van Riessen - Hetty van de Wouw | Russie - Daria Shmeleva - Anastasiia Voinova                                            |
| 2019  | Australie - Kaarle McCulloch - Stephanie Morton                  | Russie - Daria Shmeleva - Anastasiia Voinova                                              | Allemagne - Miriam Welte - Emma Hinze                                                   |
| 2020  | Allemagne - Pauline Grabosch - Emma Hinze - Lea Sophie Friedrich | Australie - Kaarle McCulloch - Stephanie Morton                                           | Chine - Chen Feifei - Zhong Tianshi                                                     |
| 2021  | Allemagne - Lea Sophie Friedrich - Pauline Grabosch - Emma Hinze | Russie - Natalia Antonova - Anastasiia Voinova - Daria Shmeleva - Yana Tyshchenko         | Grande-Bretagne - Sophie Capewell - Blaine Ridge-Davis - Millicent Tanner - Lauren Bate |
| 2022  | Allemagne - Lea Sophie Friedrich - Pauline Grabosch - Emma Hinze | Chine - Bao Shanju - Guo Yufang - Yuan Liying                                             | Grande-Bretagne - Lauren Bell - Sophie Capewell - Emma Finucane                         |
| 2023  | Allemagne- Lea Sophie Friedrich - Pauline Grabosch - Emma Hinze  | Grande-Bretagne- Lauren Bell - Sophie Capewell - Emma Finucane                            | Chine- Bao Shanju - Guo Yufang - Yuan Liying                                            |
| 2024  | Grande-Bretagne- Sophie Capewell - Emma Finucane - Katy Marchant | Pays-Bas- Kimberly Kalee - Hetty van de Wouw - Steffie van der Peet - Kyra Lamberink      | Australie- Kristina Clonan - Alessia McCaig - Molly McGill                              |

## Bilan
| Rang | Cycliste             | Pays            | Médaille d'or, Coupe du Monde | Médaille d'argent, Coupe du Monde | Médaille de bronze, Coupe du Monde | Total |
| ---- | -------------------- | --------------- | ----------------------------- | --------------------------------- | ---------------------------------- | ----- |
| 1    | Pauline Grabosch     | Allemagne       | 5                             | 0                                 | 0                                  | 5     |
| 2    | Kaarle McCulloch     | Australie       | 4                             | 3                                 | 1                                  | 8     |
| 3    | Miriam Welte         | Allemagne       | 4                             | 0                                 | 4                                  | 8     |
| 4    | Kristina Vogel       | Allemagne       | 4                             | 0                                 | 2                                  | 6     |
| 5    | Lea Sophie Friedrich | Allemagne       | 4                             | 0                                 | 0                                  | 4     |
| 5    | Emma Hinze           | Allemagne       | 4                             | 0                                 | 0                                  | 4     |
| 6    | Anna Meares          | Australie       | 3                             | 1                                 | 2                                  | 6     |
| 8    | Daria Shmeleva       | Russie          | 2                             | 3                                 | 1                                  | 6     |
| 8    | Anastasiia Voinova   | Russie          | 2                             | 3                                 | 1                                  | 6     |
| 10   | Victoria Pendleton   | Grande-Bretagne | 2                             | 2                                 | 0                                  | 4     |

| Rang  | Pays            | Médaille d'or, Coupe du Monde | Médaille d'argent, Coupe du Monde | Médaille de bronze, Coupe du Monde | Total |
| ----- | --------------- | ----------------------------- | --------------------------------- | ---------------------------------- | ----- |
| 1     | Allemagne       | 8                             | 0                                 | 4                                  | 12    |
| 2     | Australie       | 4                             | 3                                 | 3                                  | 10    |
| 3     | Grande-Bretagne | 3                             | 3                                 | 4                                  | 10    |
| 4     | Russie          | 2                             | 3                                 | 1                                  | 6     |
| 5     | Chine           | 1                             | 6                                 | 4                                  | 11    |
| 6     | Pays-Bas        | 0                             | 3                                 | 0                                  | 3     |
| 7     | Lituanie        | 0                             | 0                                 | 2                                  | 2     |
| Total | Total           | 18                            | 18                                | 18                                 | 54    |